# ジャン＝バティスト・フォール

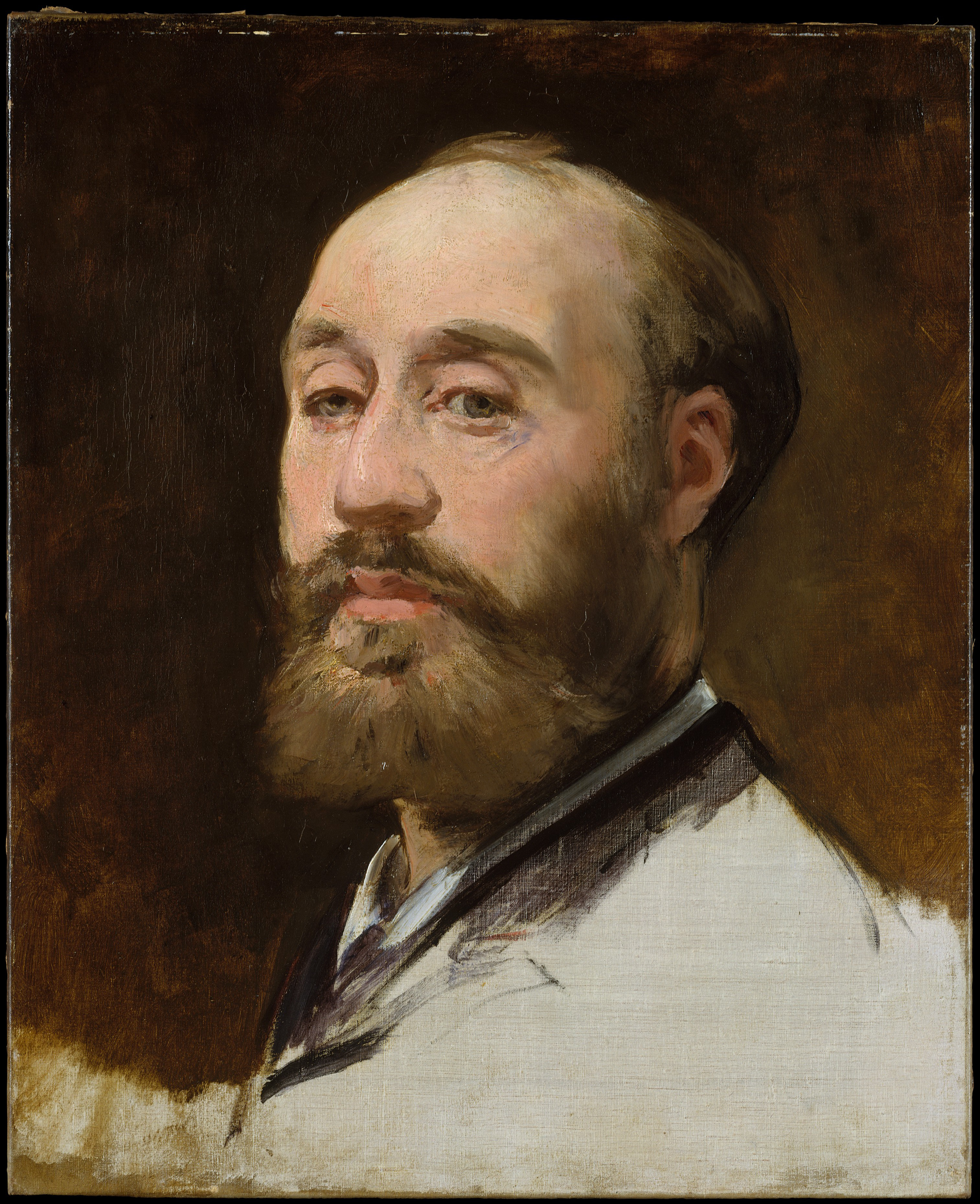
未完成のフォールの肖像画。エドゥアール・マネ画。

ジャン＝バティスト・フォール（Jean-Baptiste Faure フランス語: [ʒɑ̃batist fɔʁ] 1830年1月15日 - 1914年11月9日）は、フランスの著名なバリトンオペラ歌手。美術蒐集家としても非常に重要な人物であった。またクラシックの歌曲の作曲も行った。

## キャリア
フォールはアリエ県のムーランに生まれた。幼少期には聖歌隊に所属し、1851年にパリ音楽院に入学すると、翌年にはオペラ＝コミック座でヴィクトル・マセの『Galathée』からPygmalionを歌い、オペラデビューを果たした。7年以上にわたってオペラ＝コミック座に留まり、アダンの『山小屋』のマクス、トマの『ル・カイド』のミシェルなどのバリトンの役を歌った。この頃には同劇場で行われた7つの作品初演のうち、オベールの『マノン・レスコー』のエリニー侯爵（1856年）、マイアベーアの『ディノラ』のオエル（1859年）を演じた。
1860年にはオエル役でロンドンのロイヤル・オペラ・ハウス、また1861年にはパリオペラ座でのデビューを飾っている。1869年までは全シーズン舞台に上がり、その後1872年から1876年、そして1878年にも歌唱を披露している。加えて1877年までハー・マジェスティーズ劇場やドルリー・レーンのシアター・ロイヤルなど、ロンドン内外の舞台に立っていた。
パリではモーツァルトの『ドン・ジョヴァンニ』の他、『北極星』、『ユグノー教徒』、『ラ・ファヴォリート』など、数多くのオペラに出演した。
加えて、マイアベーア、ヴェルディ、トマなどの有名作曲家の書いたオペラの役の初演として歴史に名を遺している。『アフリカの女』（1865年）、『ドン・カルロ』（1867年）、『ハムレット』（1868年）における主要なバリトンの役がそれにあたる。
1886年のマルセイユとヴィシーでの公演を最後に舞台を退いたと記録されている。

## その他業績
フォールは歌曲の作曲も行い、後世に残る楽曲もある。『Sancta Maria』、『Les Rameaux』、『Crucifix』などであり、後の2曲についてはエンリコ・カルーソーら他が録音を遺している。また『Les Rameaux』にはヘレン・トレットバーによる英訳も存在する。1876年にはオペラ座で彼の舞台の主演を務めたガブリエーレ・クラウスにワルツ＝伝説曲『Stella』を献呈している。
印象派の絵画の熱心な蒐集家であったフォールは、複数回にわたりエドゥアール・マネの肖像画のモデルとなり、傑作『草上の昼食』や『笛を吹く少年』を含む計67点のモネの作品を所有していた。またクロード・モネの作品も『アルジャントゥイユの橋』に加えて62作品を所有していた。彼のコレクションの一部（ドガ、シスレー、ピサロ、アングル、プリュードンらの作品も含まれる）は、エトルタにある彼の別荘「Les Roches」に保管されている。彼はこの地にある有名な崖の絵の作製を40回もモネに委嘱している。
フォールは第一次世界大戦の開戦間もない1914年にパリで自然的要因により没した。『ニューヨーク・タイムズ』紙の死亡記事よると、彼はレジオンドヌール勲章のオフィシエに叙されていたという。彼は歌手のコンスタンス・カロリーヌ・ルフェーブル（1828年-1905年）と結婚していた。

## 役柄
判明している役柄をまとめた下表には、複数の言語で演じたことによる重複が含まれる。記載された西暦は彼がその配役デビューを果たした年を示している。
| 配役                                | 作品名                                             | 作曲者               | 年     |
| ----------------------------------- | -------------------------------------------------- | -------------------- | ------ |
| Amleto                              | アムレート（ハムレットのイタリア語版）             | トマ                 | 1871年 |
| Alfonso D'Este, Duke of Ferrara     | ルクレツィア・ボルジア                             | ドニゼッティ         | 1876年 |
| Alphonse XI, King of Castille       | ラ・ファヴォリート                                 | ドニゼッティ         | 1860年 |
| Assur                               | セミラーミデ                                       | ロッシーニ           | 1875年 |
| Borromée                            | マルコ・スパダ                                     | オベール             | 1853年 |
| Cacico                              | グワラニー族                                       | ゴメス               | 1872年 |
| Charles VII                         | ジャンヌ・ダルク                                   | メルメ               | 1872年 |
| Crèvecœur                           | Quentin Durward                                    | ジュヴァール         | 1858年 |
| Don Giovanni                        | ドン・ジョヴァンニ                                 | モーツァルト         | 1861年 |
| Don Juan                            | ドン・ジュアン（ドン・ジョヴァンニのフランス語版） | モーツァルト         | 1866年 |
| Dulcamara                           | 愛の妙薬                                           | ドニゼッティ         | 1864年 |
| Falstaff                            | 夏の夜の夢                                         | トマ                 | 1854年 |
| Fernando                            | 泥棒かささぎ                                       | ロッシーニ           | 1860年 |
| Figaro                              | フィガロの結婚                                     | モーツァルト         | 1866年 |
| Gaspard                             | 魔弾の射手                                         | ウェーバー           | 1872年 |
| Guillaume Tell                      | ウィリアム・テル                                   | ロッシーニ           | 1861年 |
| Hamlet                              | ハムレット                                         | トマ                 | 1868年 |
| Hoël                                | ディノラ                                           | マイアベーア         | 1859年 |
| Hoël                                | ディノラ（イタリア語版）                           | マイアベーア         | 1860年 |
| Iago                                | オテロ                                             | ロッシーニ           | 1870年 |
| Il conte di Nevers                  | ユグノー教徒（イタリア語版）                       | マイアベーア         | 1876年 |
| Julien de Médicis                   | Pierre de Médicis                                  | ポニャトフスキ       | 1861年 |
| Justin                              | Le chien du jardinier                              | グリサール           | 1855年 |
| Le Comte de Nevers                  | ユグノー教徒                                       | マイアベーア         | 1863年 |
| Le duc de Greenwich                 | Jenny Bell                                         | オベール             | 1855年 |
| Le Marquis d'Hérigny                | マノン・レスコー                                   | オベール             | 1856年 |
| Lotario                             | ミニョン                                           | トマ                 | 1870年 |
| Lysandre                            | Joconde ou Les coureurs d'aventures                | イズアール           | 1857年 |
| Malipieri                           | エイデ                                             | オベール             | 1853年 |
| Max                                 | 山小屋                                             | アダン               | 1853年 |
| Méphistophélès                      | ファウスト                                         | グノー               | 1863年 |
| Michel                              | ル・カイド                                         | アダン               | 1852年 |
| Nélusko                             | アフリカの女                                       | マイアベーア         | 1865年 |
| Paddock                             | La coupe du roi de Thulé                           | ウジェーヌ・ディアス | 1873年 |
| Pedro                               | La mule de Pedro                                   | マセ                 | 1863年 |
| Peters Michaeloff (Peter the Great) | 北極星                                             | マイアベーア         | 1854年 |
| Pharaon                             | エジプトのモーゼ                                   | ロッシーニ           | 1863年 |
| Pietro                              | 北極星（イタリア語版）                             | マイアベーア         | 1864年 |
| Pietro                              | ポルティチの唖娘                                   | オベール             | 1863年 |
| Pietro                              | マサニエッロ（ポルティチの唖娘のイタリア語版）     | オベール             | 1853年 |
| Pietro Manelli                      | La Tonelli                                         | トマ                 | 1853年 |
| Polus                               | La fiancée de Corinthe                             | デュプラート         | 1867年 |
| Pygmalion                           | Galathée                                           | マセ                 | 1852年 |
| Riccardo                            | 清教徒                                             | ベッリーニ           | 1863年 |
| Rodolfo                             | 夢遊病の女                                         | ベッリーニ           | 1864年 |
| Rodrigue, Marquis of Posa           | ドン・カルロ                                       | ヴェルディ           | 1867年 |
| St. Bris                            | ユグノー教徒（イタリア語版）                       | マイアベーア         | 1860年 |
| Torrida                             | マルコ・スパダ                                     | オベール             | 1854年 |
| Valbreuse                           | Le sylphe                                          | クラピソン           | 1856年 |